# Ernest Meyer
Ernest Victor Meyer (Saumur, Maine i Loira, 15 de febrer de 1865 - Givry, Saona i Loira, 28 de gener de 1919) va ser un genet, que va competir a començaments del segle xx, i militar francès.
El 1912 va prendre part en els Jocs Olímpics d'Estocolm, on va disputar quatre de les cinc proves del programa d'hípica que es van disputar. Va guanyar la medalla de plata en la prova de salts d'obstacles per equips amb el cavall Allons-y, mentre en la prova de salts d'obstacles individual abandonà. En el concurs complet individual fou dotzè i quart en el concurs complet per equips.
El 1883 entrà a l'exèrcit francès i a poc a poc va anar ascendint de rang: el 1887 tinent, comandant el 1914, tinent coronel el 1915 i coronel el 30 de juliol de 1917. Va prendre part activament en diverses batalles de la Primera Guerra Mundial, per les quals va ser guardonat amb la Legió d'Honor i la Creu de Guerra amb l'estrella de plata i bronze. Una malaltia, que acabà provocant-li la mort, l'obligà a deixar l'exèrcit el 1918.